# Cissus vinosa
Cissus vinosa är en vinväxtart som beskrevs av B.R. Jackes. Cissus vinosa ingår i släktet Cissus och familjen vinväxter. Inga underarter finns listade i Catalogue of Life.